# Lakritssopp
Lakritssopp (Lanmaoa fragrans) är en svampart i familjen Boletaceae som beskrevs av Carlo Vittadini 1835 som Boletus fragrans. Den fördes över till släktet Lanmaoa 2015. Den har även kallats "doftsopp" på svenska.
Lakritssopp är i Sverige bara funnen på två lokaler på Gotland (första fynd 1973). Den finns i övrigt mycket sällsynt i Europa (Polen, Böhmen, Norditalien, Frankrike och England). Den bildar mykorrhiza med ekar och möjligen även andra lövträd.